# بندبال بالا
بندبال بالا، روستایی از توابع بخش مرکزی شهرستان دزفول در استان خوزستان ایران است.

## مردم
مردم این روستا به لری بختیاری سخن می گویند و بختیاری می باشند.

## جمعیت
این روستا در دهستان قبله‌ای قرار دارد و براساس سرشماری مرکز آمار ایران در سال ۱۳۸۵، جمعیت آن ۴۳۰ نفر (۸۳خانوار) بوده‌است.